# Memory Stick

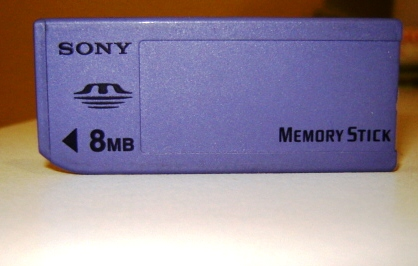
Karta Memory Stick 8 MB

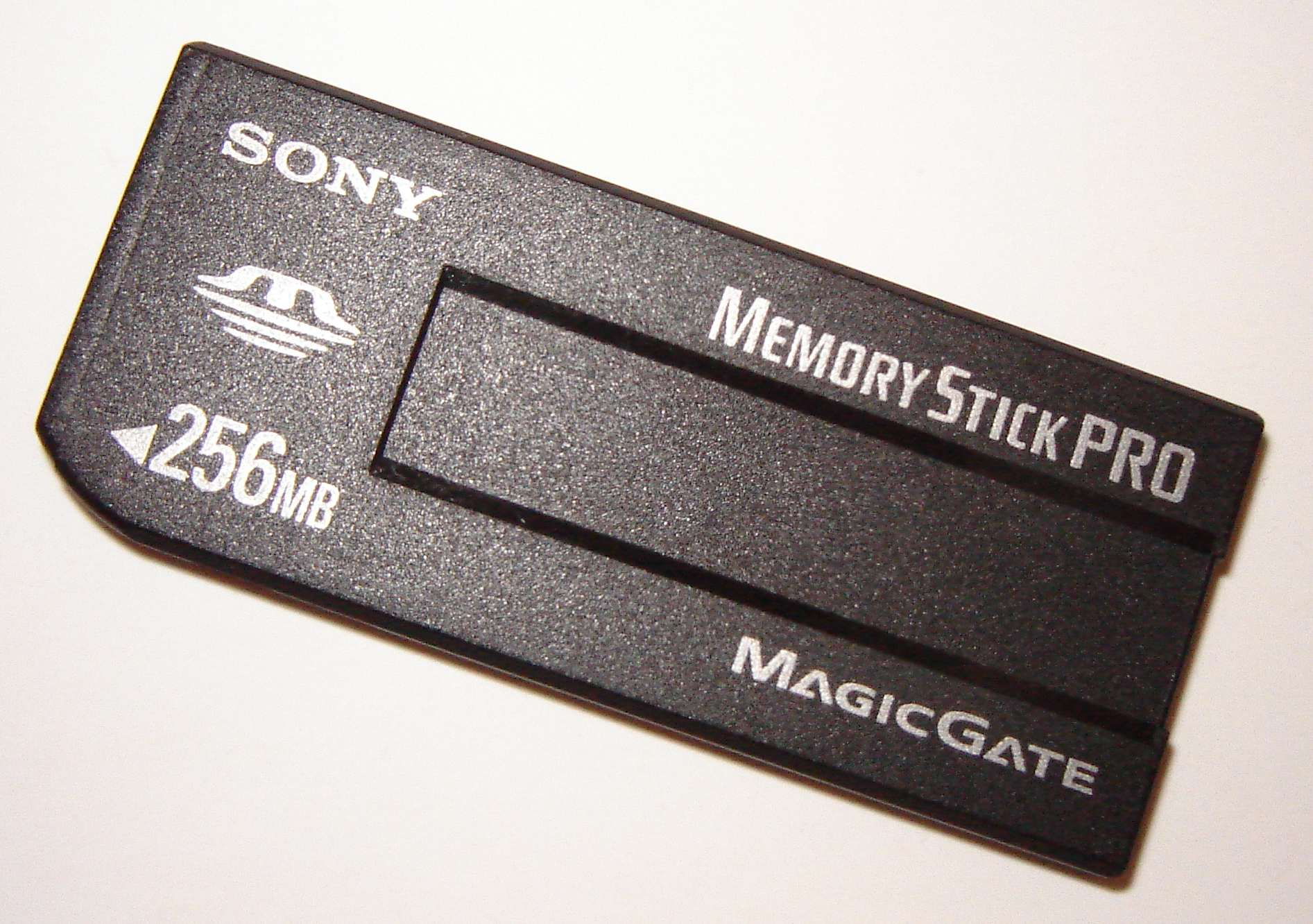
Karta pamięci Memory Stick PRO marki Sony — 256 MB

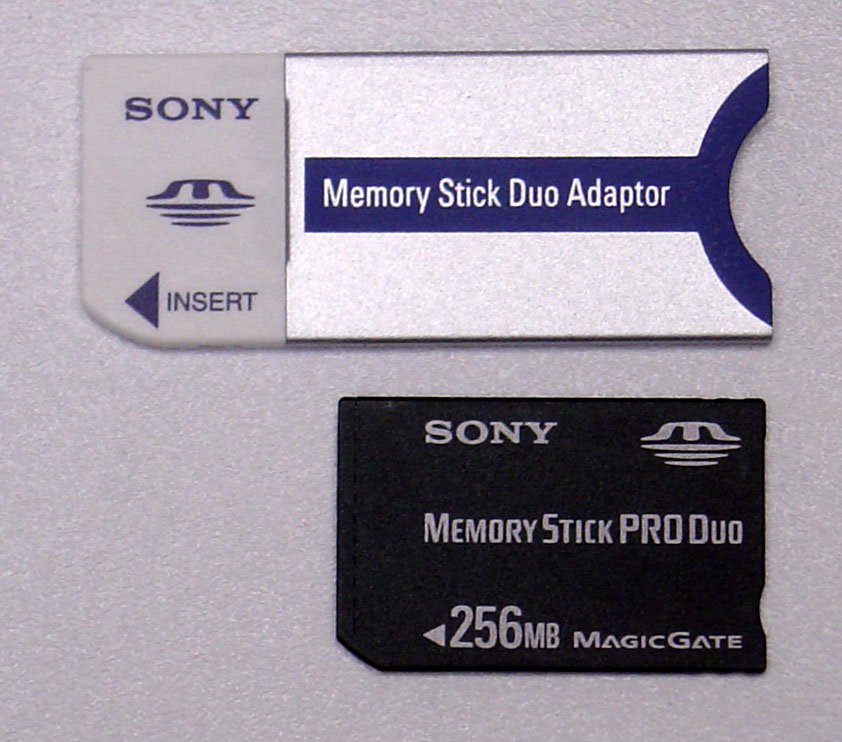
Memory Stick Duo Adaptor i karta Memory Stick PRO Duo 256 MB

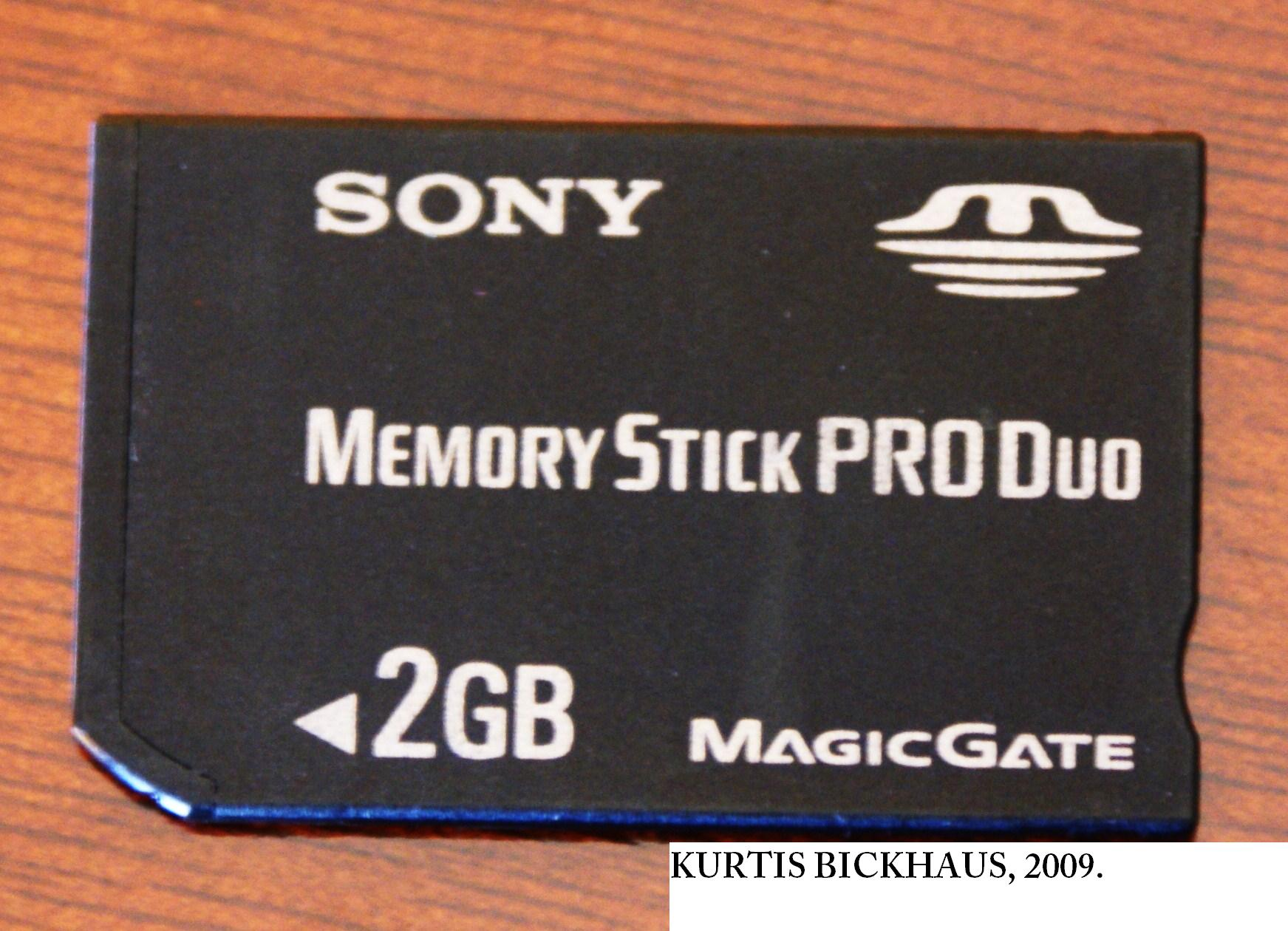
Memory Stick Pro Duo 2 GB

Memory Stick – karta pamięci, w której zastosowano pamięć Flash EEPROM opracowana przez firmę Sony. Używana głównie w aparatach cyfrowych Sony, konsolach do gier PlayStation i telefonach komórkowych marki Sony Ericsson oraz NEC.
Wersja Memory Stick PRO charakteryzuje się zwiększoną prędkością przesyłu danych oraz większą pojemnością.
Wersja Memory Stick Duo oraz Memory Stick PRO Duo to wersje kart pamięci, w których wielkość karty zredukowano o połowę.
Wersja Memory Stick Micro, zwana również M2, to miniaturowa wersja karty Memory Stick – o rozmiarach prawie czterokrotnie mniejszych od standardowej. Używana była w telefonach Sony Ericsson.
Obecnie Memory Stick produkowana jest nie tylko przez Sony, ale m.in. przez Sandisk czy Lexar

## Adapter
Adapter Memory Stick Duo pozwala na korzystanie z kart pamięci Memory Stick Duo w urządzeniach obsługujących karty Memory Stick (Standard). Adapter umożliwia korzystanie z nowych kart MS PRO, MS Duo i MS PRO Duo w urządzeniach, które tylko obsługują standardowe karty Memory Stick.
Do nowych kart Memory Stick Duo i Memory Stick PRO Duo dołączany jest Adapter pozwalający na korzystanie z kart w standardzie Duo (Krótkie) w urządzeniach przygotowanych do pracy z kartami w standardzie Memory Stick (Długie).
Analogicznie przy kartach M2 występują dwa adaptery, jeden do formatu Duo, a drugi do Memory Stick.
Należy pamiętać, że adaptery służą jedynie do dopasowania fizycznego karty do urządzenia. Nie gwarantują one, że urządzenie w starym formacie Memory Stick obsłuży nowe karty. Związane jest to z faktem, iż stare urządzenia (a te głównie korzystają z "długich kart") mają często ograniczenia, co do maksymalnej pojemności i szybkości.

## Pojemność
Standard/Duo:

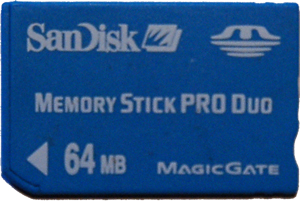
Karta Memory Stick PRO Duo 64 MB firmy SanDisk

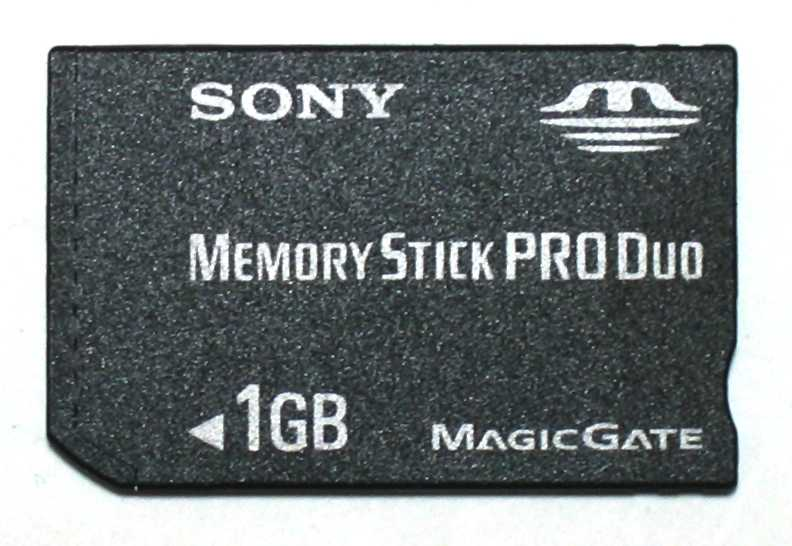
Karta Memory Stick Pro Duo 1 GB firmy Sony

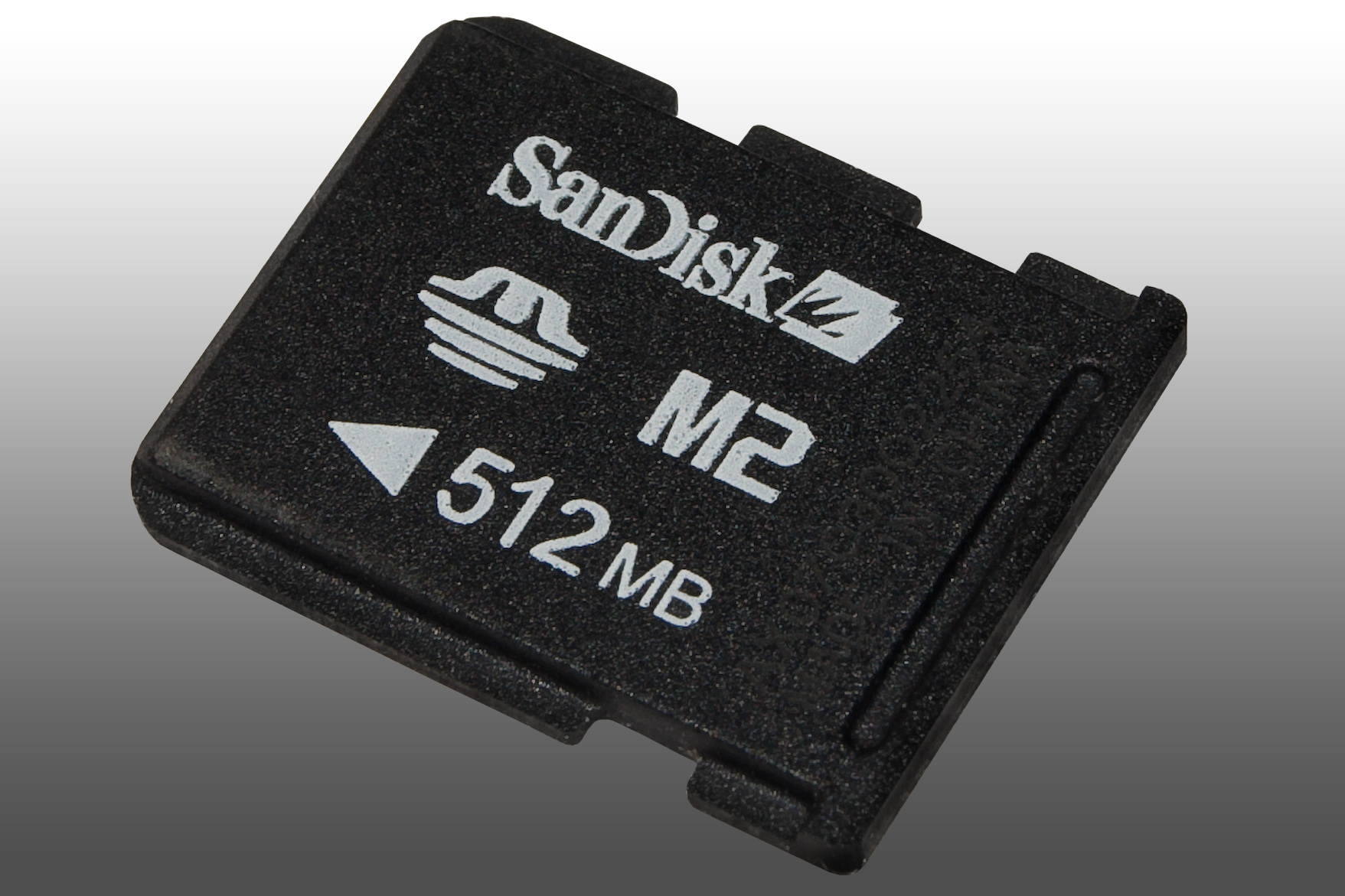
Karta Memory Stick Micro M2 512 MB firmy SanDisk

- 4 MB, 8 MB, 16 MB, 32 MB, 64 MB, 128 MB
- dwustronna karta Standard o pojemności 128 MB na każdej ze stron (rzadko spotykana)
- maksymalny rozmiar teoretyczny: 256 MB

PRO/PRO Duo:
- 64 MB, 128 MB, 256 MB, 512 MB, 1 GB, 2 GB, 4 GB, 8 GB, 16 GB, 32 GB
- maksymalny rozmiar dostępny w handlu:
  - PRO: 4 GB
  - PRO Duo: 16 GB (marzec 2008)
  - PRO-HG Duo: 32 GB (lipiec 2009)[1]

Micro (M2):
- 64 MB, 128 MB, 256 MB, 512 MB, 1 GB, 2 GB, 4 GB, 8 GB, 16 GB
- maksymalny rozmiar teoretyczny: 32 GB

## Specyfikacje

### Prędkość transferu danych
Standard:
- Maksymalna prędkość zapisu: 14,4 Mb/s (1,8 MB/s)
- Maksymalna prędkość odczytu: 19,6 Mb/s (2,5 MB/s)

PRO/PRO Duo:
- Transfer: 160 Mb/s (20 MB/s)
- Minimalna prędkość zapisu: 15 Mb/s
- Maksymalna prędkość zapisu: 80 Mb/s (High Speed PRO Duo)

Micro (M2):
- Transfer: 160 Mb/s (20 MB/s)

### Wymiary
- Standard/PRO: 50,0 × 21,5 × 2,8 mm
- Duo/PRO Duo: 31,0 × 20,0 × 1,6 mm
- Micro: 15,0 × 12,5 × 1,2 mm